# Lãnh thổ Ấn Độ Dương thuộc Anh
Lãnh thổ Ấn Độ Dương thuộc Anh là vùng lãnh thổ hải ngoại thuộc Vương quốc Liên hiệp Anh và Bắc Ireland, nằm trong lòng Ấn Độ Dương, ở giữa châu Phi và Indonesia. Nơi đây có một tiềm năng du lịch phong phú với 6 đảo san hô vòng trong số hơn 1000 đảo có người ở thuộc quần đảo Chagos.
Diego Garcia là đảo lớn nhất của vùng lãnh thổ này. Ngày nay, nó được dùng làm nơi chứa các vũ khí trang thiết bị quân sự cho quân đội Mỹ và Anh.